# André-Jean Boucher d'Argis
André-Jean Baptiste Boucher de Argis, (París, 5 de noviembre]de 1750; ejecutado en París el 23 de julio de 1794) fue un abogado francés.

## Biografía

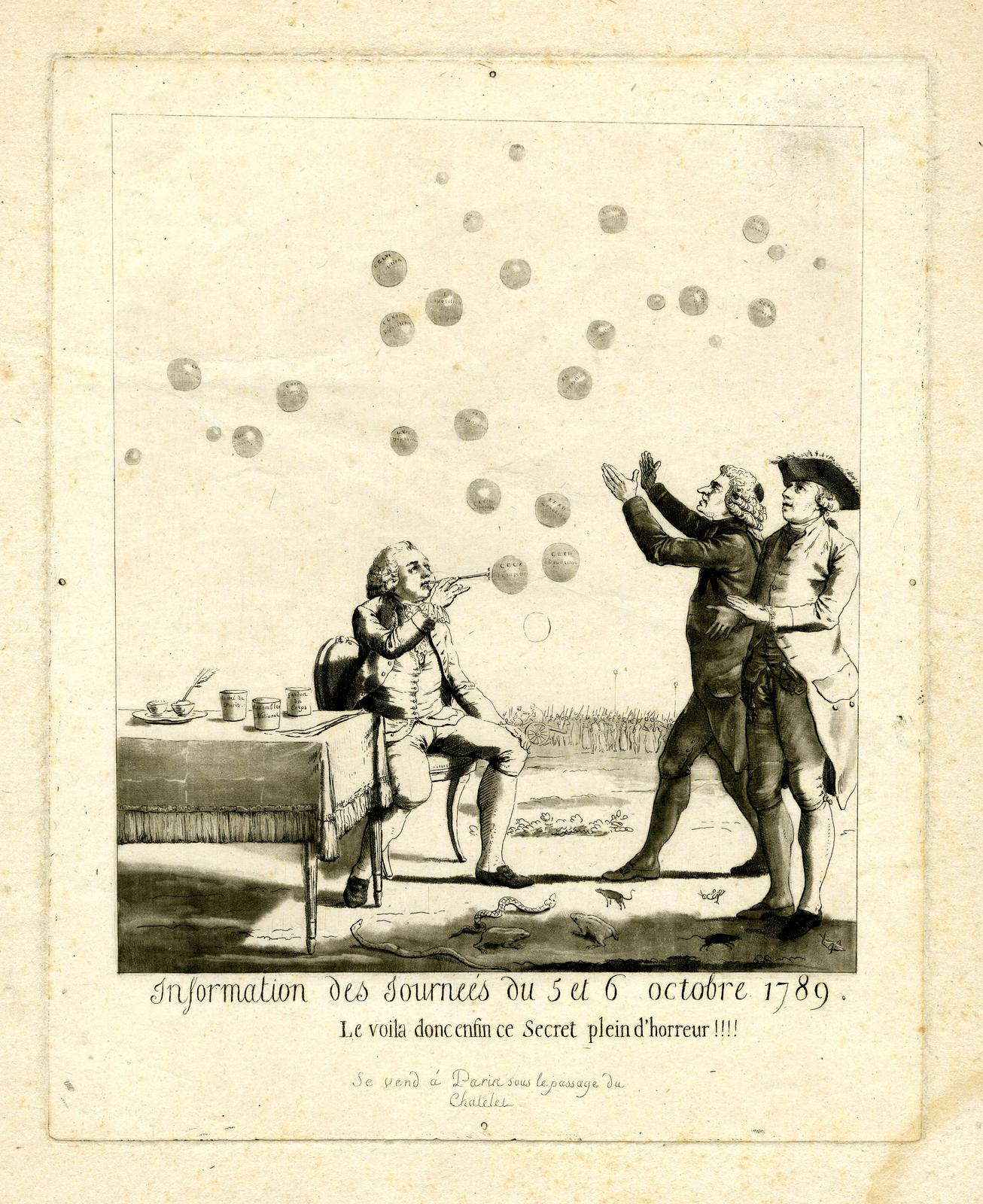
Dibujo satírico publicado en octubre de 1789, en que los personajes se identifican con Henri Grégorie, Boucher d'Argis i Jérôme Pétion.

Era hijo de Antoine-Gaspard Boucher d'Argis, abogado en el Parlement de París y asesor en el Grand Châtelet, fue uno de los primeros en denunciar los escritos de Marat. El Tribunal Revolucionario lo condenó a muerte y luego fue ejecutado.
Cercano a la Ilustración, trabajó junto a su padre escribiendo varios artículos de la L'Encyclopédie sobre el derecho y la justicia.
Por su iniciativa se creó la asociación de beneficencia judicial en 1787. 

## Obras
Escribió las Observations sur les lois criminelles (Observaciones sobre leyes penales), (1781); una Recueil d'ordonnances (Recopilación de ordenanzas) en 18 volúmenes y Bienfaisance de l'ordre judiciaire (Benevolencia del poder judicial) (1788) .